# Lobogonia fasciaria
Lobogonia fasciaria är en fjärilsart som beskrevs av John Henry Leech 1897. Lobogonia fasciaria ingår i släktet Lobogonia och familjen mätare. Inga underarter finns listade i Catalogue of Life.